# Bur Dubai
Bur Dubai (àrab: بر دبي, Bur Dubayy) és un barri de la ciutat de Dubai (Emirats Àrabs Units) situat al sud de la ciutat, a l'oest del khor o grau d'aquesta ciutat. Està enllaçat amb el barri de Deira pel túnel d'Al-Shindaga. El nom vol dir ‘Desert de Dubai’ perquè fou una zona de desert entre el khor de Dubai i Jumeirah.